# Saturday Night (canção de Sqeezer)
"Saturday Night" é uma canção do grupo alemão de dance-pop Sqeezer, que foi lançado em janeiro de 1997 como quarto single do grupo e o último de seu álbum de 1996, Drop Your Pants. A canção recebeu um sucesso moderado, embora tenha se sobressaido muito bem, tendo alcançado a posição de número 5 na República Checa e 43 na Alemanha. Na Espanha, a canção alcançou a posição de número 7 e recebeu certificado de ouro.
A canção é notavelmente conhecida por fazer referência a canção de mesmo nome lançado pela cantora dinamarquesa Whigfield.

## Lista de Faixas
CD-maxi
1. "Saturday Night" (Radio-/Video-Single) – 3:52
2. "Saturday Night" (Party-Single) – 3:56
3. "Saturday Night" (Extended Video-Version) – 5:25
4. "Saturday Night" (Set-A-Day-Night-House-Mix) – 5:06
5. "Tic Tac" – 1:35

## Desempenho nas paradas musicais
| Parada musical (1997)               | Melhor posição |
| ----------------------------------- | -------------- |
| Alemanha - (Official German Charts) | 43             |
| Espanha - (PROMUSICAE)              | 7              |